# کلاته سیدعلی (مشهد)
کلاته سیدعلی روستایی در دهستان طوس بخش مرکزی شهرستان مشهد استان خراسان رضوی ایران است.

## جمعیت
بر پایه سرشماری عمومی نفوس و مسکن در سال ۱۳۹۵ جمعیت این روستا ۱۰۵ نفر (۲۵خانوار) بوده‌است.